# Црква Преноса моштију Светог Николе „Велика-Доња”
Црква Преноса моштију Светог Николе „Велика-Доња” се налази у месту Долово, у општини Панчево. Подигнута је 1811. године, налази се под заштитом је Републике Србије као споменик културе од великог значаја.
Црква је изграђена у центру Долова као барокна грађевина једнобродне издужене основе. Полукружни олтарски простор од наоса раздваја иконостас изведен у класицистичко-бидермајерском маниру. Сликану декорацију за богато изрезбарени иконостас старе доловске цркве извео је 1850. године Јован Поповић. Према подацима из летописа, живопис олтара и наоса велике доловачке цркве је рад непознатог немачког сликара. Избор сцена у олтару наводи да се ради о лутерану. Пространи наос је одвојен масивним зидом са три полукружна отвора од припрате са хором. Западним прочељем доминира високи звоник, надвишен уском лименом капом. Фасадна декорација чистих линија и пречишћених облика, најбогатија на западној страни, наглашене је вертикалне поделе. 
Конзерваторски радови су изведени 1962, а током 2006. године радови на западном прочељу са звоником.